# Marjinskoje (Kaliningrad)
Marjinskoje (russisch Марьинское, deutsch Marscheiten) ist ein kleiner Ort in der russischen Oblast Kaliningrad. Er gehört zum Stadtkreis Swetlogorsk.

## Geographische Lage
Marjinskoje liegt an der Westküste des Samlandes unmittelbar südlich von Donskoje (Groß Dirschkeim) und ist 42 Kilometer von der Stadt Kaliningrad (Königsberg) entfernt. Durch den Ort verläuft eine Nebenstraße, die von Lesnoje (Warnicken) an der Regionalstraße 27A-013 (ex A192) über Donskoje nach Jantarny (Palmnicken) führt. Im Osten wird der Ort begrenzt von der nicht mehr betriebenen Bahnstrecke von Lesnoje (Warnicken) an der früheren Samlandbahn nach Primorsk (Fischhausen) an der ehemaligen Ostpreußischen Südbahn.

## Geschichte
Der bis 1946 Marscheiten genannte Ort gehörte von 1874 bis 1945 zum Amtsbezirk Groß Dirschkeim (heute russisch: Donskoje) im Landkreis Fischhausen (1939 bis 1945: Landkreis Samland) im Regierungsbezirk Königsberg der preußischen Provinz Ostpreußen Am 17. Oktober 1928 wurde die Landgemeinde Kreislacken (russisch: Bakalino, nicht mehr existent) nach Marscheten eingemeindet.
Als Kriegsfolge wurde Marscheiten innerhalb des nördlichen Ostpreußens der Sowjetunion zugeordnet. Im Jahr 1947 erhielt der Ort die russische Bezeichnung Marjinskoje und wurde gleichzeitig dem Dorfsowjet Jantarski selski Sowet im Rajon Primorsk zugeordnet. Später wurde der Ort von der Siedlung städtischen Typs Primorje aus verwaltet. Von 2007 bis 2018 gehörte Marjinskoje zur städtischen Gemeinde Gorodskoje posselenije Donskoje im Rajon Swetlogorsk und seither zum Stadtkreis Swetlogorsk.

### Einwohnerentwicklung
| Jahr | Einwohner | Bemerkungen                |
| ---- | --------- | -------------------------- |
| 1910 | 111       |                            |
| 1933 | 146       | Einschließlich Kreislacken |
| 1939 | 140       | Einschließlich Kreislacken |
| 2002 | 19        |                            |
| 2010 | 15        |                            |

## Kirche
Das kleine Dorf Marscheiten mit seiner überwiegend evangelischen Bevölkerung war vor 1945 in das Kirchspiel der Pfarrkirche in Heiligenkreutz (heute russisch: Krasnotorowka) eingegliedert. Es gehörte zum Kirchenkreis Fischhausen (Primorsk) innerhalb der Kirchenprovinz Ostpreußen der Kirche der Altpreußischen Union. Heute liegt Marjinskoje im Einzugsbereich der evangelisch-lutherischen Auferstehungskirche in Kaliningrad (Königsberg) in  der Propstei Kaliningrad der Evangelisch-lutherischen Kirche Europäisches Russland.